# Плантан

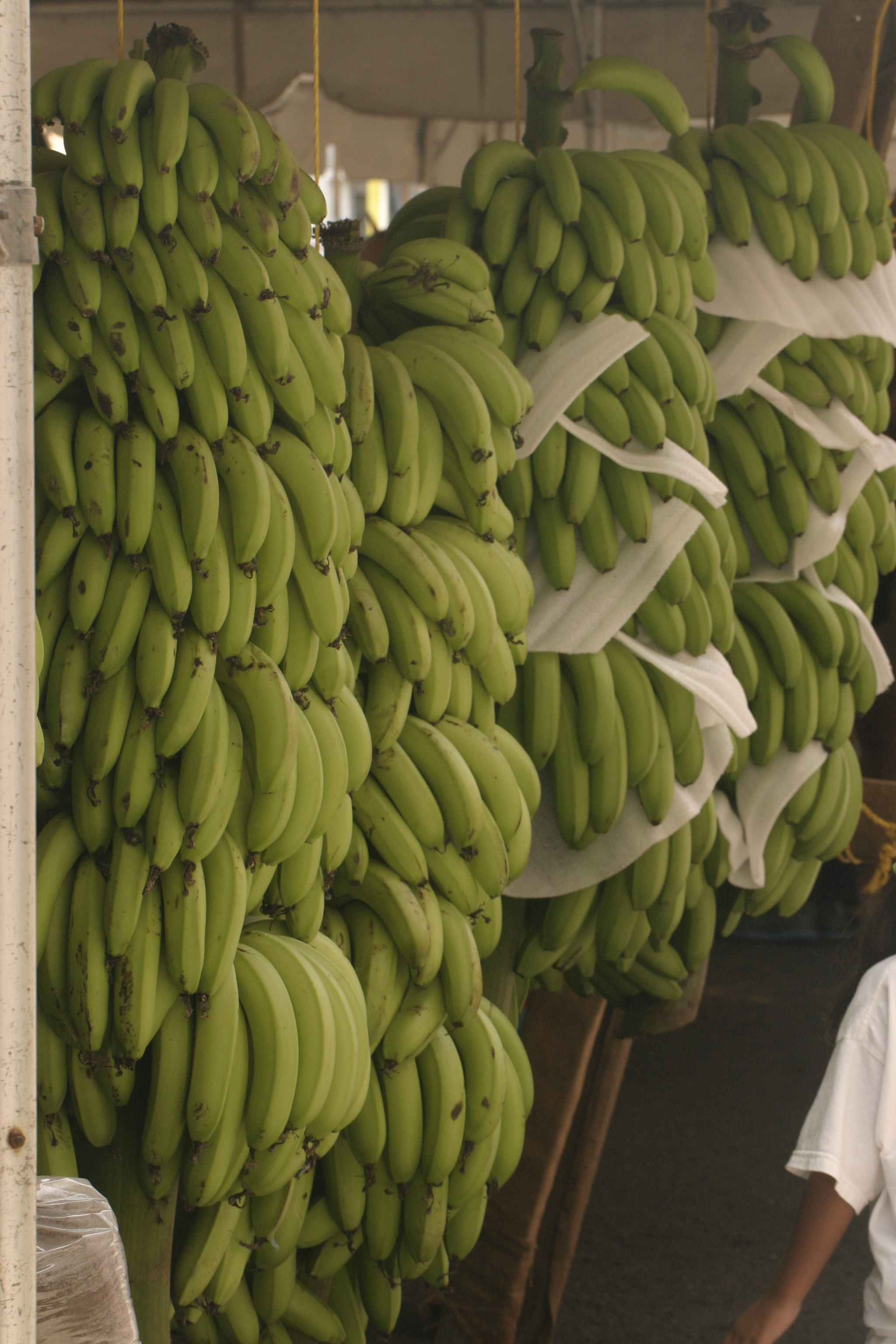
Овочевий плантан у Бразилії

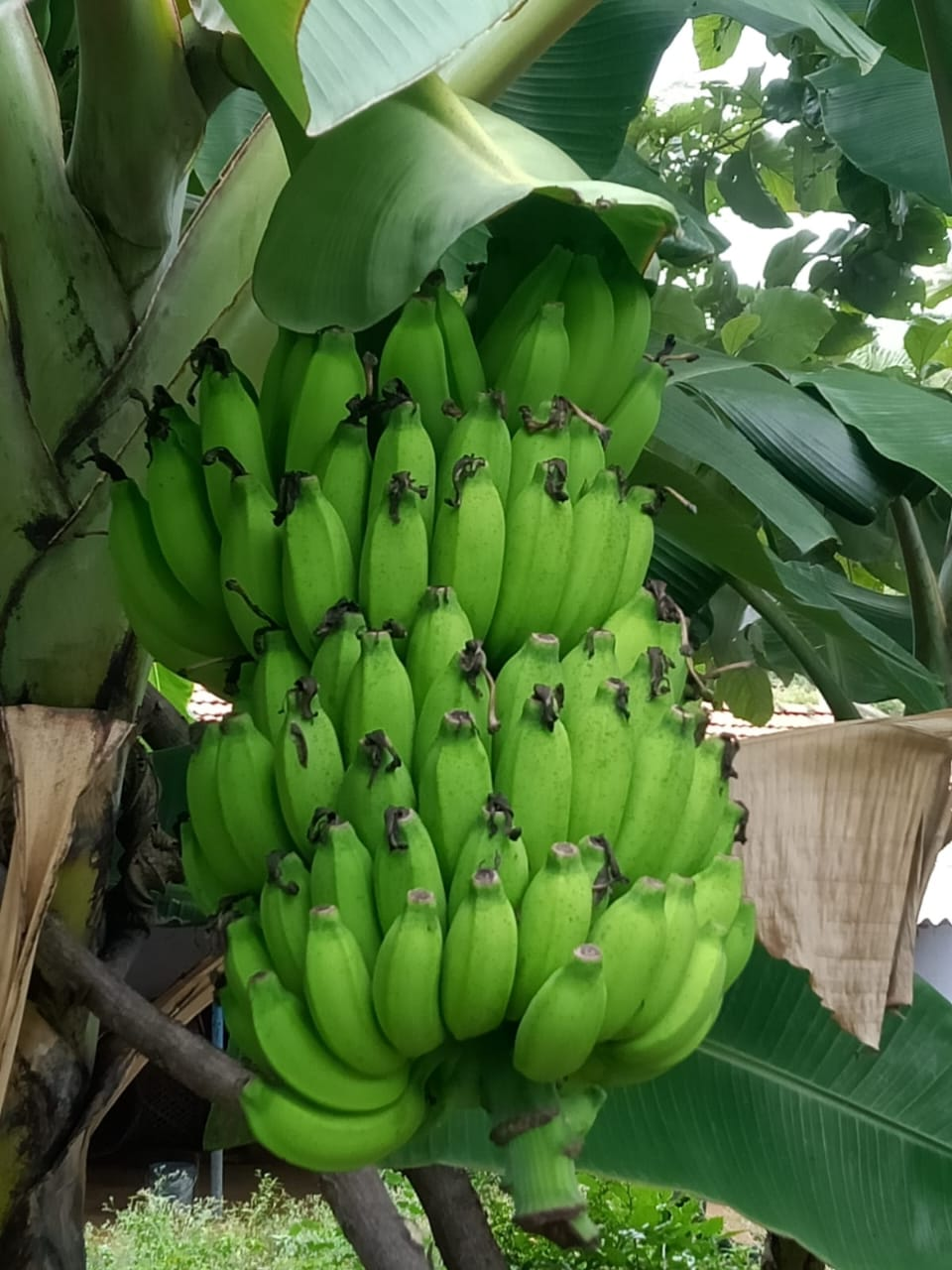
Недостиглий овочевий плантан

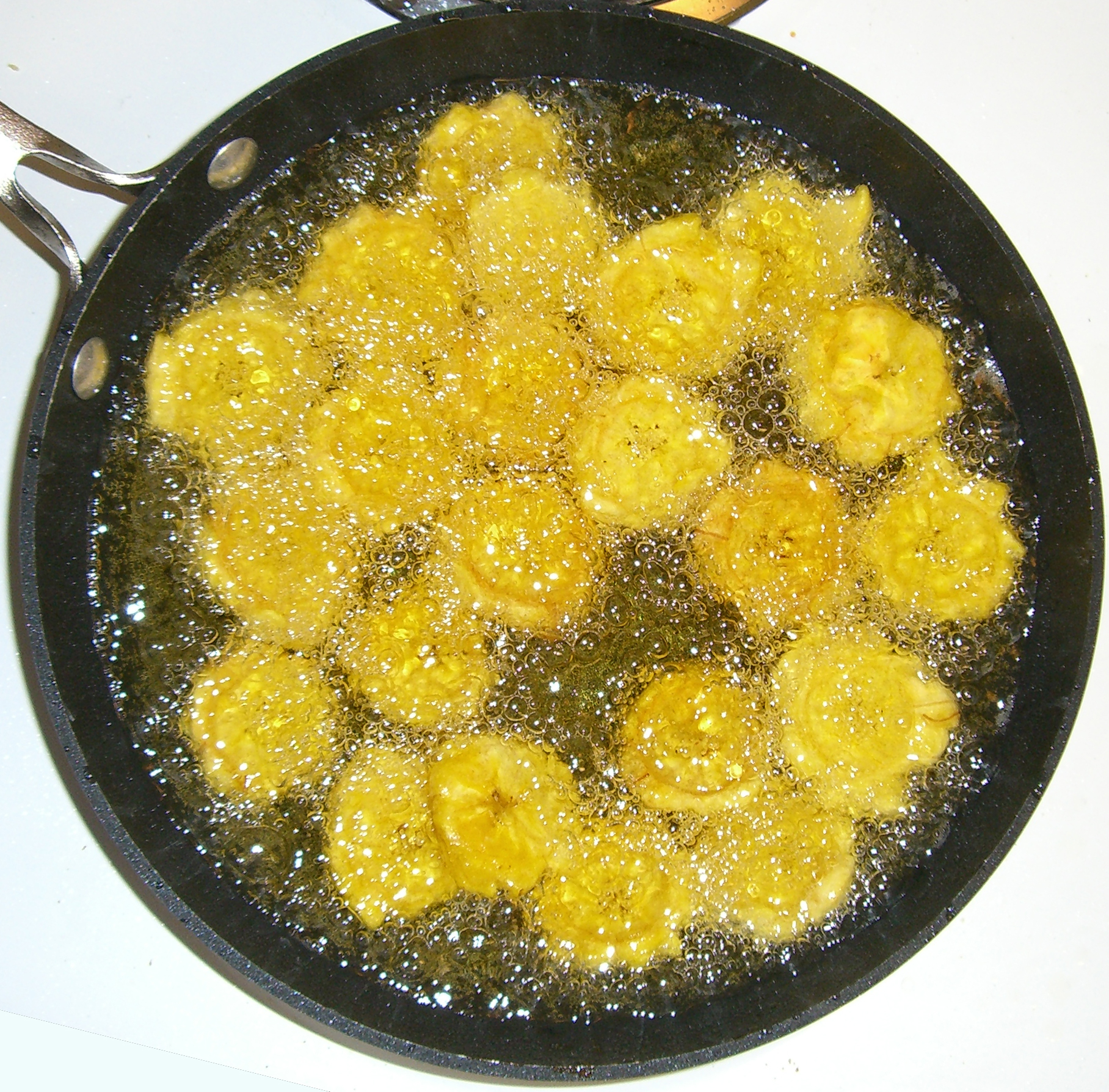
Смажений плантан

Планта́н (франц. plantain) або пла́тано (ісп. plátano, від plantar — «саджати») — великі овочеві банани, які перед вживанням в їжу, як правило, вимагають термічної обробки.

## Історія
Овочеві та десертні банани розрізняв ще Карл Лінней, і відносив перші до виду банан райський (Musa paradisiaca), а другі - до виду Musa sapientum (гібрид видів банан Бальбіса (Musa balbisiana) і банан загострений (Musa acuminata)). Нині ця номенклатура не використовується.

## Опис
Терміном «платано» найчастіше позначають сорти бананів, що мають великі плоди із зеленою або сіро-зеленою шкіркою і крохмальністю, жорстким і несолодким м'якушем. Перед вживанням у їжу їх смажать, варять або обробляють парою. Вони широко використовуються також в якості корму для домашньої худоби.
Плантани містять більше крохмалю та менше цукру, ніж десертні банани, тому їх зазвичай варять або обробляють іншим способом перед вживанням. Зазвичай їх варять або смажать, коли їдять зеленими, а після обробки з них можна зробити борошно та перетворити на випічку, наприклад, тістечка, хліб і млинці. Зелений плантан також можна відварити і перетворити на пюре, а потім використовувати як загусник для супів.  М’якоть зеленого плантану, як правило, тверда, шкірка часто настільки жорстка, що її доводиться розрізати ножем, щоб видалити. 
Плантани є основним продуктом харчування в тропічних регіонах світу, займаючи десяте місце за важливістю основного продукту харчування у світі.  
Оскільки плантан плодоносить цілий рік, він є надійним продуктом харчування протягом усього сезону, особливо в країнах, що розвиваються з недостатніми технологіями зберігання, консервування та транспортування їжі. В Африці плантани та банани забезпечують понад 25 відсотків потреби в калоріях для понад 70 мільйонів людей.  Плантації плантану вразливі до знищення ураганами, оскільки види Musa spp. погано витримують сильні вітри. 
Середній плантан забезпечує близько 220 ккал харчової енергії та є хорошим джерелом калію та харчових волокон. 
Сік плодової шкірки, як і всієї рослини, може забруднити одяг і руки, і його важко видалити. 

## Страви

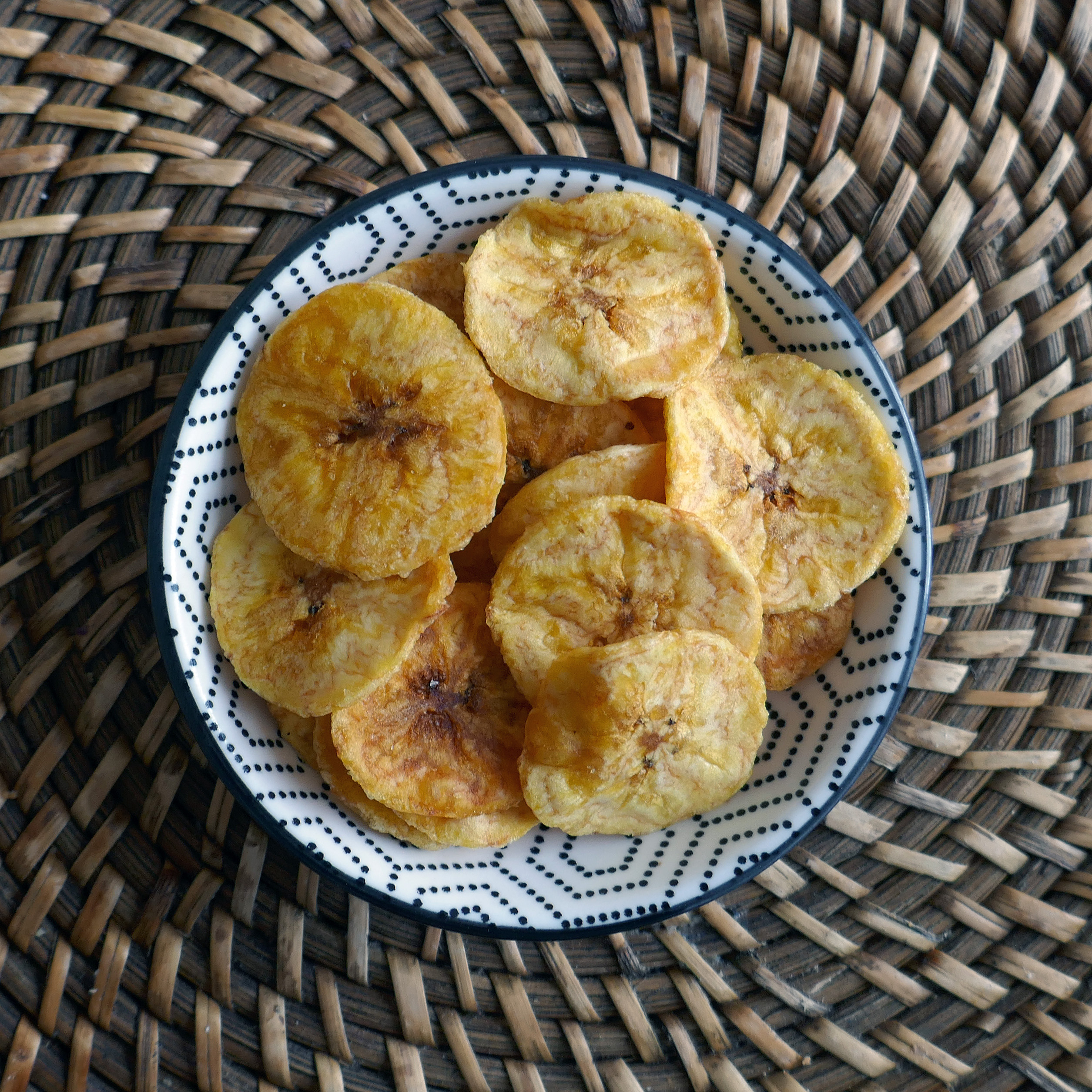
Бананові чипси

У більшості іспаномовних країн овочеві та десертні банани в побуті не розрізняють, і ті й інші називають plátano. У Центральній та Південній Америці найчастіше овочеві банани можна зустріти у вуличних торговців або в ресторанах, які подають у вигляді закуски або гарніру страву «чифлес» (ісп. chifles) - стружка або тонкі скибочки овочевих бананів, смажені в олії і приправлені сіллю.
 Смажений плантан - популярна страва, самостійна закуска і гарнір до основної страви в країнах, де ростуть плантани.
 Пісанг горенг - смажений плантан в клярі, популярна страва в Індонезії.
Чапо —  напій з плодів плантану, води та спецій, популярний серед населення народів Південної Америки.